# Jorge Luís I, Conde de Erbach-Erbach
Jorge Luís I, Conde de Erbach-Erbach (3 de maio de 1643 - 5 de abril de 1693) foi um governante do estado alemão de Erbach-Erbach de 1647 até à sua morte. É um antepassado de várias famílias reais europeias, mais notavelmente as famílias reais do Reino Unido, Dinamarca e Suécia.

## Casamento e descendência
Jorge Luís casou-se no dia 26 de dezembro de 1664 com a princesa Amália Catarina de Waldeck-Eisenberg, filha do príncipe Filipe de Waldeck-Eisenberg e da condessa Maria Madalena de Nassau-Hilchenbach. Tiveram dezesseis filhos:
1. Henriqueta de Erbach-Erbach (27 de setembro de 1665 - 28 de setembro de 1665), morreu com um dia de idade.
2. Henriqueta Juliana de Erbach-Erbach (15 de outubro de 1666 - 27 de fevereiro de 1684), morreu com dezassete anos de idade.
3. Filipe Luís de Erbach-Erbach (10 de junho de 1669 - 17 de junho de 1720), casado com princesa Albertina Isabel de Waldeck-Eisenberg; sem descendência.
4. Carlos Alberto de Erbach-Erbach (16 de junho de 1670 - 18 de agosto de 1704), morreu aos trinta-e-quatro anos solteiro e sem descendência.
5. Jorge Alberto de Erbach-Erbach (nascido e morto a 1 de julho de 1671).
6. Amália Catarina de Erbach-Erbach (13 de maio de 1672 - 18 de fevereiro de 1676), morreu com três anos de idade.
7. Frederico Carlos de Erbach-Erbach (19 de abril de 1672 - 20 de abril de 1673), morreu com um ano de idade.
8. Natimorto (nascido e morto a 16 de setembro de 1674).
9. Guilhermina Sofia de Erbach-Erbach (16 de fevereiro de 1675 - 20 de agosto de 1675), morreu com seis meses de idade.
10. Madalena Carlota de Erbach-Erbach (6 de fevereiro de 1676 - 3 de dezembro de 1676), morreu com dez meses de idade.
11. Guilherme Luís de Erbach-Erbach (21 de março de 1677 - 19 de fevereiro de 1678), morreu com onze meses de idade.
12. Amália Catarina de Erbach-Erbach (nascida e morta a 18 de fevereiro de 1676).
13. Frederica Carlota de Erbach-Erbach (19 de abril de 1679 - 21 de abril de 1679), morreu com três dias de idade.
14. Frederico Carlos de Erbach-Erbach (21 de maio de 1680 - 20 de abril de 1731), casado com a condessa Sofia Leonor de Limpurg; com descendência.
15. Ernesto de Erbach-Erbach (23 de setembro de 1681 - 2 de março de 1684), morreu com dois anos e meio de idade.
16. Sofia Albertina de Erbach-Erbach (30 de julho de 1683 - 4 de setembro de 1742), casada com o duque Ernesto Frederico de Saxe-Hildburghausen; com descendência.

## Genealogia
| Jorge Luís I, Conde de Erbach-Erbach | Pai: Jorge Alberto I, Conde de Erbach-Erbach                 | Avô paterno: Jorge III, Conde de Erbach-Breuberg                               | Bisavô paterno: Eberardo XI, Conde de Erbach-Breuberg                            |
| Jorge Luís I, Conde de Erbach-Erbach | Pai: Jorge Alberto I, Conde de Erbach-Erbach                 | Avô paterno: Jorge III, Conde de Erbach-Breuberg                               | Bisavó paterna: Margarida de Dhaun                                               |
| Jorge Luís I, Conde de Erbach-Erbach | Pai: Jorge Alberto I, Conde de Erbach-Erbach                 | Avó paterna: Maria de Barby                                                    | Bisavô paterno: Alberto X, Conde de Barby-Mühlingen                              |
| Jorge Luís I, Conde de Erbach-Erbach | Pai: Jorge Alberto I, Conde de Erbach-Erbach                 | Avó paterna: Maria de Barby                                                    | Bisavó paterna: Maria de Anhalt-Zerbst                                           |
| Jorge Luís I, Conde de Erbach-Erbach | Mãe: Isabel Doroteia de Hohenlohe-Waldenburg-Schillingsfürst | Avô materno: Jorge Frederico II, Conde de Hohenlohe-Waldenburg-Schillingsfürst | Bisavô materno: Jorge Frederico I, Conde de Hohenlohe-Waldenburg-Schillingsfürst |
| Jorge Luís I, Conde de Erbach-Erbach | Mãe: Isabel Doroteia de Hohenlohe-Waldenburg-Schillingsfürst | Avô materno: Jorge Frederico II, Conde de Hohenlohe-Waldenburg-Schillingsfürst | Bisavó materna: Doroteia de Reuss-Plauen                                         |
| Jorge Luís I, Conde de Erbach-Erbach | Mãe: Isabel Doroteia de Hohenlohe-Waldenburg-Schillingsfürst | Avó materna: Doroteia Sofia de Solms-Hohensolms                                | Bisavô materno: Hermano Adolfo de Solms-Hohensolms                               |
| Jorge Luís I, Conde de Erbach-Erbach | Mãe: Isabel Doroteia de Hohenlohe-Waldenburg-Schillingsfürst | Avó materna: Doroteia Sofia de Solms-Hohensolms                                | Bisavó materna: Ana Sofia de Mansfeld-Hinterort                                  |